# Borborillus uncinatus
Borborillus uncinatus – gatunek muchówki z rodziny Sphaeroceridae i podrodziny Copromyzinae.
Gatunek ten opisany został w 1923 roku przez Oswalda Dudę jako Borborus uncinatus.
Muchówka o ciele długości od 2 do 2,5 mm. Głowa jej charakteryzuje się brakiem szczecinek zaciemieniowych oraz brakiem długich szczecinek na policzku oprócz wibrys. Czułki mają długo owłosione aristy. Na tułowiu szczecinki środkowe grzbietu występują w czterech rzędach, guzy barkowe mają po dwie duże szczecinki, a na krawędzi sternopleurów występują cztery długie szczecinki, natomiast nie ma w tym miejscu krótkich włosków. Skrzydła są w pełni wykształcone. Ich użyłkowanie cechuje odcinek żyłki medialnej M1+2 między przednią i tylną żyłką poprzeczną tak długi jak jej odcinek wierzchołkowy. Trzecia para odnóży ma na spodzie goleni przez ⅔ długości włosowate szczecinki anterowentralne, a na wierzchołku długą, ale krótszą niż długość pierwszego członu stopy ostrogę. Odwłok nie ma na hypopygium długich, sterczących szczecinek. Narządy samca odznaczają się nieowłosionymi edytami o kształcie zakrzywionych haków.
Owad znany z Hiszpanii, Irlandii, Wielkiej Brytanii, Francji, Belgii, Holandii, Niemiec, Szwecji, Norwegii, Finlandii, Szwajcarii, Włoch, Łotwy, Czech, Słowacji, Węgier, Serbii, Czarnogóry, Rumunii, europejskiej części Rosji i wschodniej Palearktyki.